# Horst Gellert

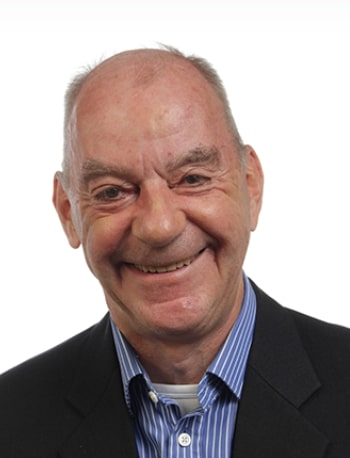
Horst Gellert (2011)

Horst Gellert (* 20. Oktober 1939 in Koblenz) ist ein deutscher Bankkaufmann und Industrie-Manager, hauptsächlich im Bereich der Telekommunikation. Er war Vorstandsmitglied der Deutschen Telekom AG und Vorstandsvorsitzender der Bull AG, Köln. Gemeinsam mit seiner Frau ist er Gründer der gemeinnützigen Horst & Karin Gellert Stiftung mit Sitz in Bergisch Gladbach.

## Leben
Horst Gellert absolvierte eine Ausbildung zum Bankkaufmann und arbeitete zunächst als Angestellter in der Kreditwirtschaft. 1964 trat er in die Kölner Computerfirma Bull AG ein, die damals als Bull-General Electric firmierte und eine deutsche Tochtergesellschaft des US-amerikanischen Konzerns General Electric war. Eine wichtige Grundlage für sein späteres Wirken war die von General Elektric initiierte Ausbildung in den Themen Informationstechnologie und Unternehmensführung.
Zu Beginn seiner Tätigkeit war er für die Geschäftsaktivitäten des Unternehmens im Bankensektor zuständig. Im Jahr 1971 übernahm er die Leitung des Marketings für Großcomputer und wurde 1978 zum Geschäftsbereichsleiter für Marketing und Dienstleistungen ernannt. Ab 1982 fungierte er als stellvertretendes Vorstandsmitglied und wurde Mitte 1985 zum ordentlichen Vorstandsmitglied ernannt. 1987 trat er die Nachfolge von Franz Scherer im Vorstandsvorsitz an, nachdem dieser zu Rank Xerox gewechselt war. Im gleichen Jahr wurde er in den Aufsichtsrat der Pariser Bull S.A. berufen.
Von 1986 bis 1988 war Gellert zudem Vorsitzender des Aufsichtsrates der Eutelis International S.A, einer Beratungsgesellschaft für Telekommunikation mit Sitz in Paris, und ab 1988 Mitglied im Anwenderbeirat des Bundespostministers Christian Schwarz-Schilling.  1987 übernahm er den Vorstandsvorsitz der Bull AG.
Im April 1990 wechselte er in den Vorstand der Deutschen Telekom AG, wo er für die Bereiche Informationstechnologie, Organisation und Personalwirtschaft zuständig war.
In allen drei Bereichen seiner Zuständigkeit hat Gellert Veränderungen angestoßen oder umgesetzt, die für die Zukunft der Telekom wichtig waren. Im Bereich Informationstechnologie wurden die Rechenzentren mit der neuesten Computer-Technologie ausgestattet, ihre Anzahl wurde von 36 auf 6 reduziert, die Anzahl der Entwicklungszentren sank von 40 auf 4.
Die Telekom hatte dann – im Gegensatz zu allen anderen ehemals staatlichen Telekommunikationsgesellschaften in Europa – im späteren Verlauf nicht mit Schwierigkeiten im Bereich der Informationstechnologie zu kämpfen. Im Bereich Organisation initiierte er ein Reorganisationsprogramm für über 200.000 Mitarbeiter, das darauf abzielte, die veraltete bestehende Behördenstruktur in eine moderne Organisation nach dem Vorbild der US-amerikanischen Telekommunikationskonzerns AT&T umzuwandeln. Dabei konzentrierte er sich darauf, kundenorientierte und technikorientierte Bereiche aufzubauen, um die Wettbewerbsfähigkeit des Unternehmens zu sichern. Zur Betreuung der Großkunden gründete er die DeTeSystem, die heutige T-Systems. Unter seiner Leitung entwickelte sich die Deutsche Telekom zum Weltmarktführer im ISDN-Bereich. Im Bereich Personalwirtschaft folgte der Gesamtvorstand seinem Vorschlag, das Personalbudget um 60.000 Planstellen zu reduzieren. Nach der Restrukturierung übernahm Gellert die Verantwortung für die Geschäftskunden (Vorstandsbereich GK) der Telekom. In dieser Funktion stellte er das Produktangebot der Telekom auf eine völlig neue Basis. So vereinbarte er mit Bill Gates eine weitreichende Multimedia-Kooperation mit Microsoft.
Im April 1995 wechselte Horst Gellert als Sprecher in die Geschäftsführung der Detecon GmbH (Deutsche Telepost Consulting) in Köln, die sich damals im Besitz von drei deutschen Großbanken befand. 1996 wurde er zudem Mitglied der Geschäftsleitung der Eurobell Ltd in Hook, Hampshire. In den Folgejahren übernahm Gellert insgesamt 16 verschiedene Aufsichtsrats- und Beiratsfunktionen in fünf Ländern, so war er Mitglied des Advisory Boards der International Telecommunication Union (ITU), Genf, Mitglied des Aufsichtsrates des Softwareentwickler-Unternehmens Dimetis GmbH in Dietzenbach und Mitglied im Aufsichtsrat der Delton AG in Bad Homburg, einer strategischen Managementholding mit dem Alleinaktionär Stefan Quandt. Seit 2014 ist Gellert Vorsitzender des Unternehmensbeirates der Isotec GmbH in Kürten.

## Horst & Karin Gellert Stiftung
Im Dezember 2009 gründete Gellert gemeinsam mit seiner Frau Karin die Horst & Karin Gellert Stiftung mit Sitz in Bergisch Gladbach. Die gemeinnützige Stiftung hat sich zum Ziel gesetzt, Menschen in der ersten sowie in der letzten Lebensphase dabei zu unterstützen, ein weitgehend selbstbestimmtes und würdiges Leben zu führen.
Nach eigenen Angaben legt die Stiftung, unter dem Gesichtspunkt „Hilfe zur Selbsthilfe“, ihren Fokus weltweit auf Kinder und Jugendliche, die keinen oder nur eingeschränkten Zugang zu schulischer oder beruflicher Bildung haben. Dabei steht insbesondere die Förderung der Ausbildung in Berufen im Vordergrund, die in der jeweiligen Region Aussicht auf ein gesichertes Einkommen bieten, um Armut vorzubeugen. Seit dem Jahr 2022 fördert die Stiftung auch in Deutschland solche Kinder und Jugendliche, die ohne Hilfe so gut wie keine Chancen haben, ein selbstbestimmtes Leben zu führen.
Mit der jährlichen Verleihung eines Kinder- und Jugendpreises fördert die Gellert-Stiftung seit 2023 überdies Projekte für benachteiligte Kinder und Jugendliche im Raum Bergisch Gladbach.